# 多家神社

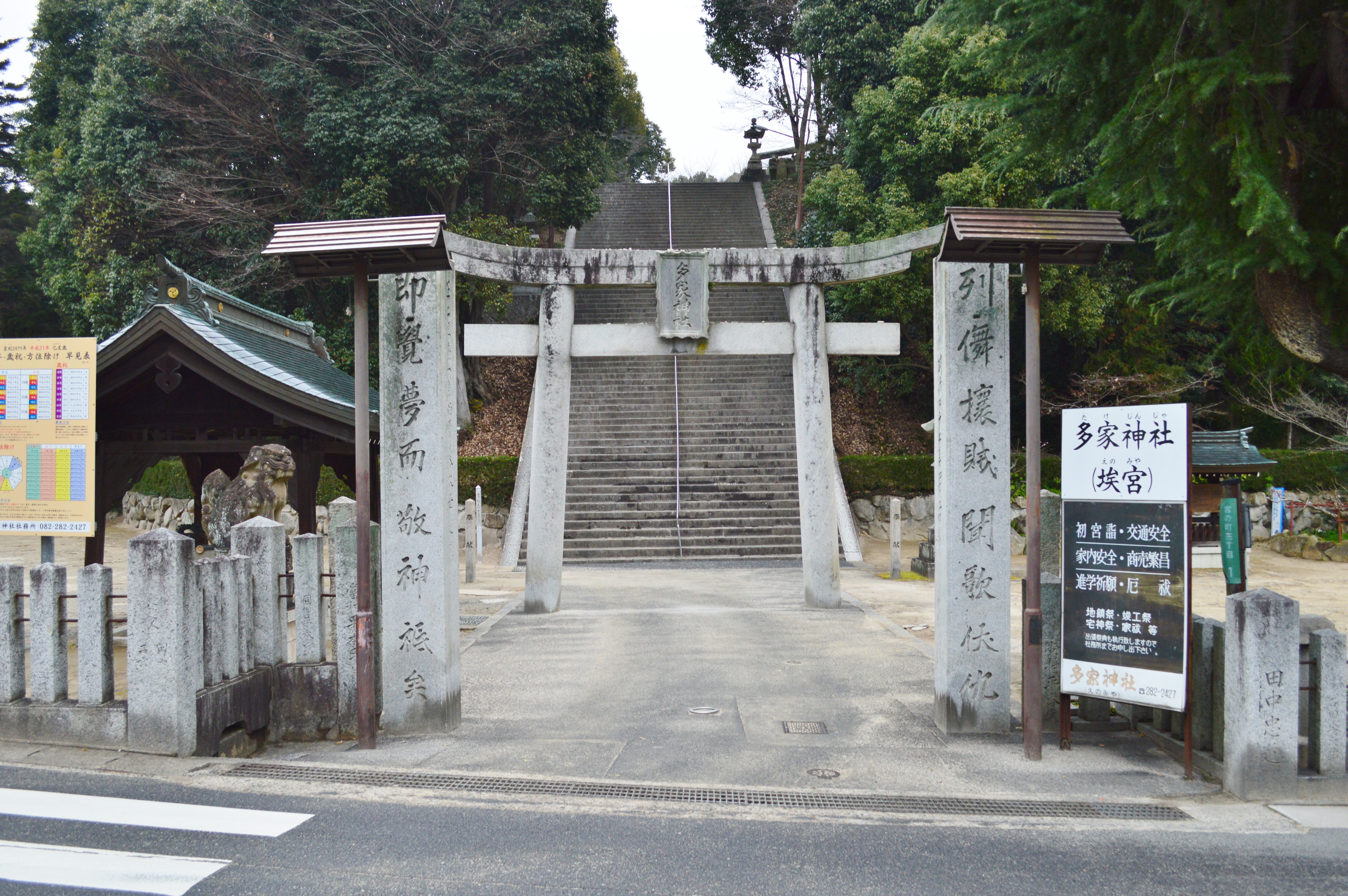
境内入り口

多家神社（たけじんじゃ）は、広島県安芸郡府中町にある神社。式内社（名神大社）後継社、安芸国総社後継社。旧社格は県社。
別名として「埃宮（えのみや）」とも。社名の「多家」を現在は「たけ」と訓ませているが、本来は「おおいえ」と訓んでいたとも考えられ、またかつては「たが」などとも訓んでいた。

## 祭神
主祭神
- 神武天皇
- 安芸津彦命 - 安芸国の開祖神とされる。

相殿神
- 神功皇后
- 応神天皇
- 大己貴命

## 歴史
式内名神大社「安芸国安芸郡 多家神社」の後継神社として、明治6年（1873年）に創祀された。
社伝では、式内多家神社は神武天皇が東征の際に7年間滞在した阿岐国（安芸国）の多祁理宮（『古事記』）あるいは埃宮（『日本書紀』）の跡に創祀されたものとしている。『延喜式神名帳』では名神大社に列している。

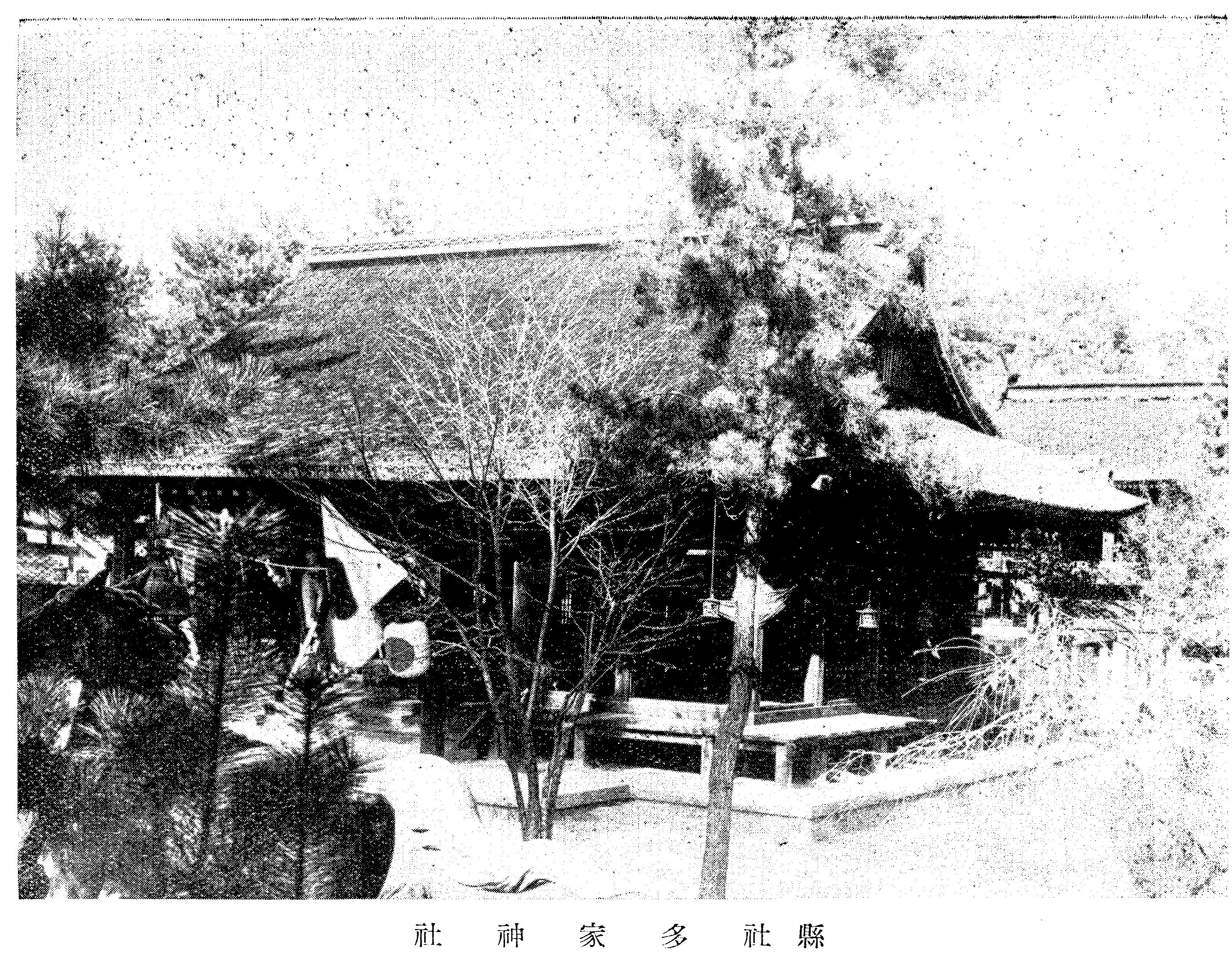
戦前の本殿

中世には武士の抗争により社勢が衰退し、所在がわからなくなった。江戸時代になると、境内社に「たけい社」のあった「松崎八幡宮」と、安芸国総社である「総社」が式内多家神社の後裔社を主張し、論争となった。結局、明治6年両社を廃止し、現在地の「誰曽廼森（たれそのもり）」に社殿を造営して、両社で祀られていた神を祀る「多家神社」が新たに創建された。この際、両社に伝わる古記は、後の争いを避けるために全て焼却されたという。翌明治7年に県社に列格した。

### 神階
式内多家神社の神階の変遷。
- 天安3年（859年）1月27日、従五位下から従五位上 （『日本三代実録』）- 表記は「多家神」。
- 貞観元年（859年）4月27日、従四位下 （『日本三代実録』）- 表記は「多家神」。

## 境内
現鎮座地の「誰曽廼森」という名前は、神武天皇の滞在時に「曽は誰そ」と訊ねたことによるものである。
本殿は三間社流造、拝殿は桁行5間梁間3間の入母屋造平入で正面に千鳥破風を飾る。屋根は共に銅板葺。以前の両殿は広島城内三の丸に鎮座した稲荷社の社殿を明治初年に譲り受けたものであったが、大正4年（1915年）に火災で焼失した為に同11年に再建されたもの。
宝蔵は桁行梁間共1間の入母屋造平入檜皮葺、向拝（こうはい）を付け、中には神輿が納められている。同じく旧稲荷社から移築され大正の火災を免れた建物で、広島城関係の遺構としては現存する唯一のものであり、江戸時代初期の元和年間（17世紀前期）に浅野氏が広島入封当時に建立されたものと言われる。校倉造の校子（あぜこ）組手を四角形とする極めて異例のものとなっている。昭和29年（1954年）に県重要文化財に指定された。

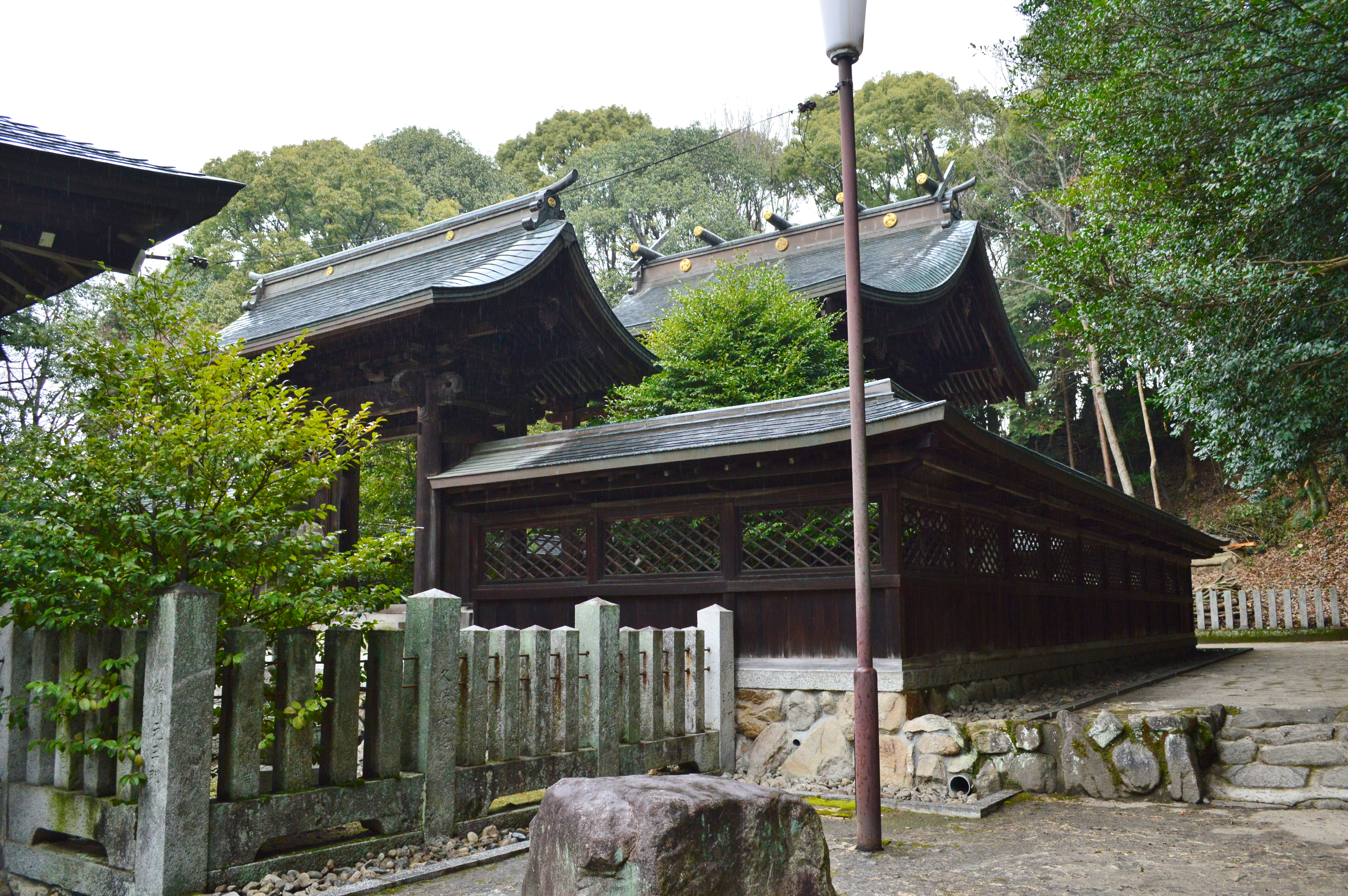
本殿
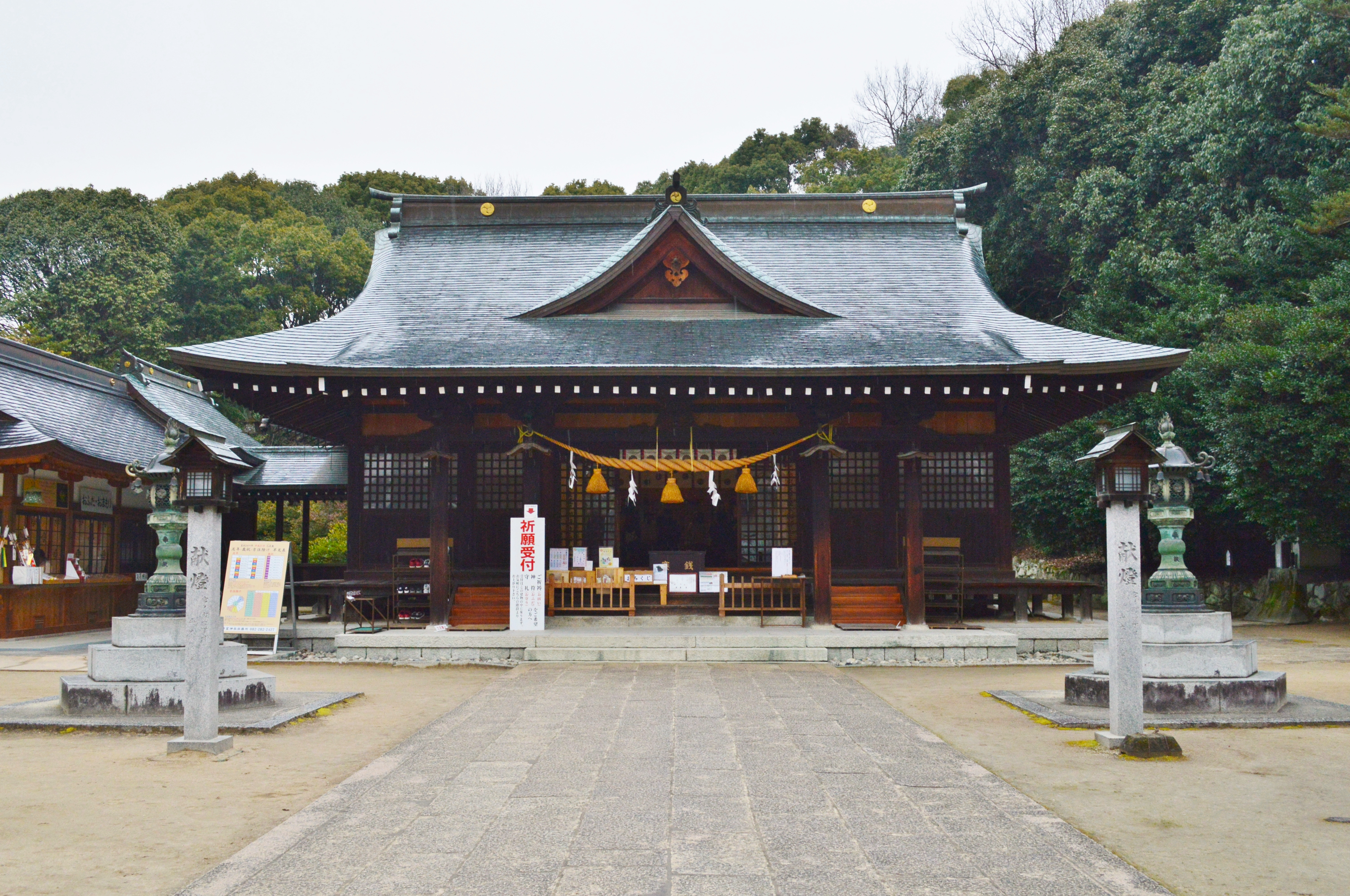
拝殿
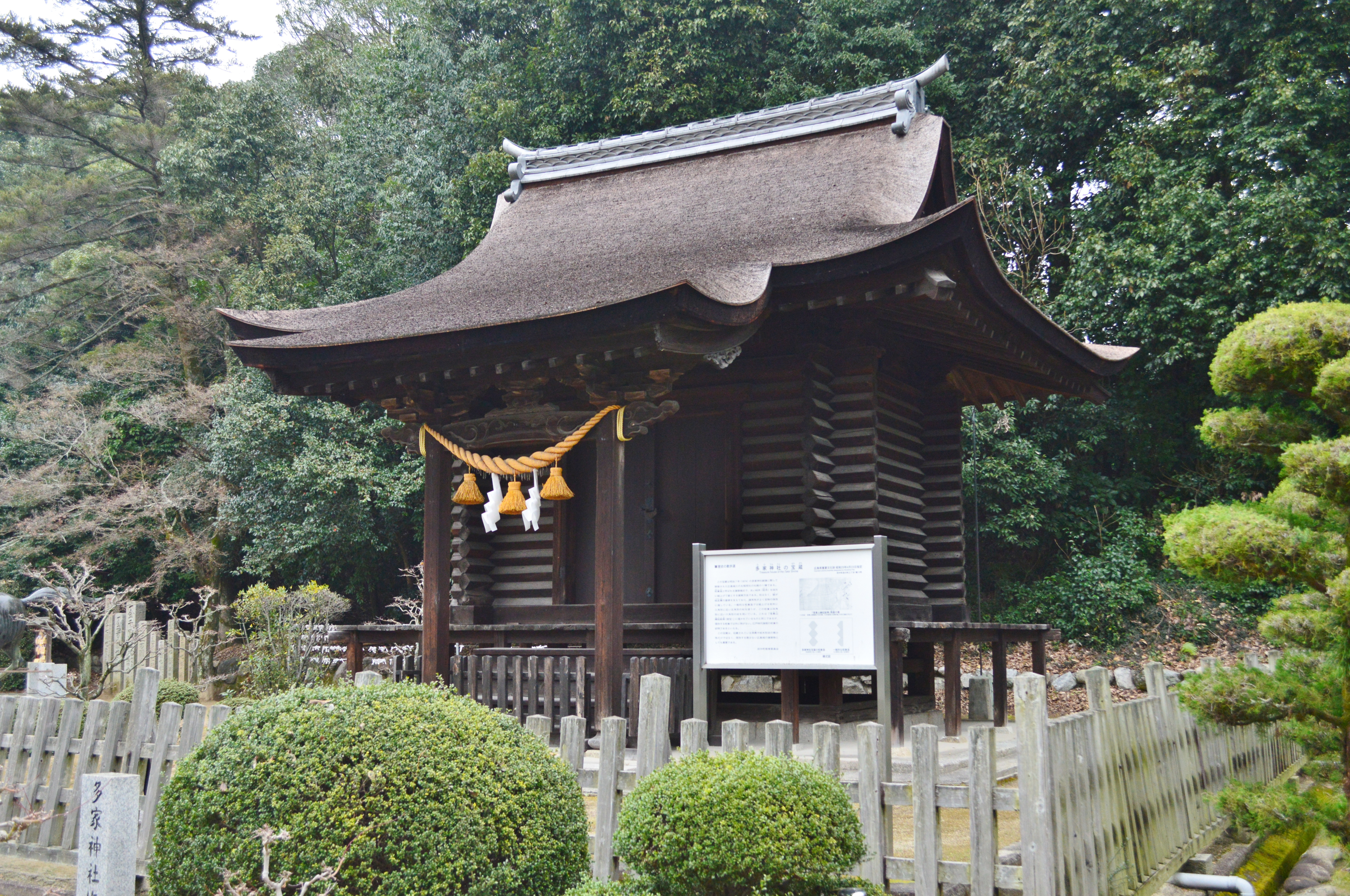
宝蔵（広島県指定文化財）
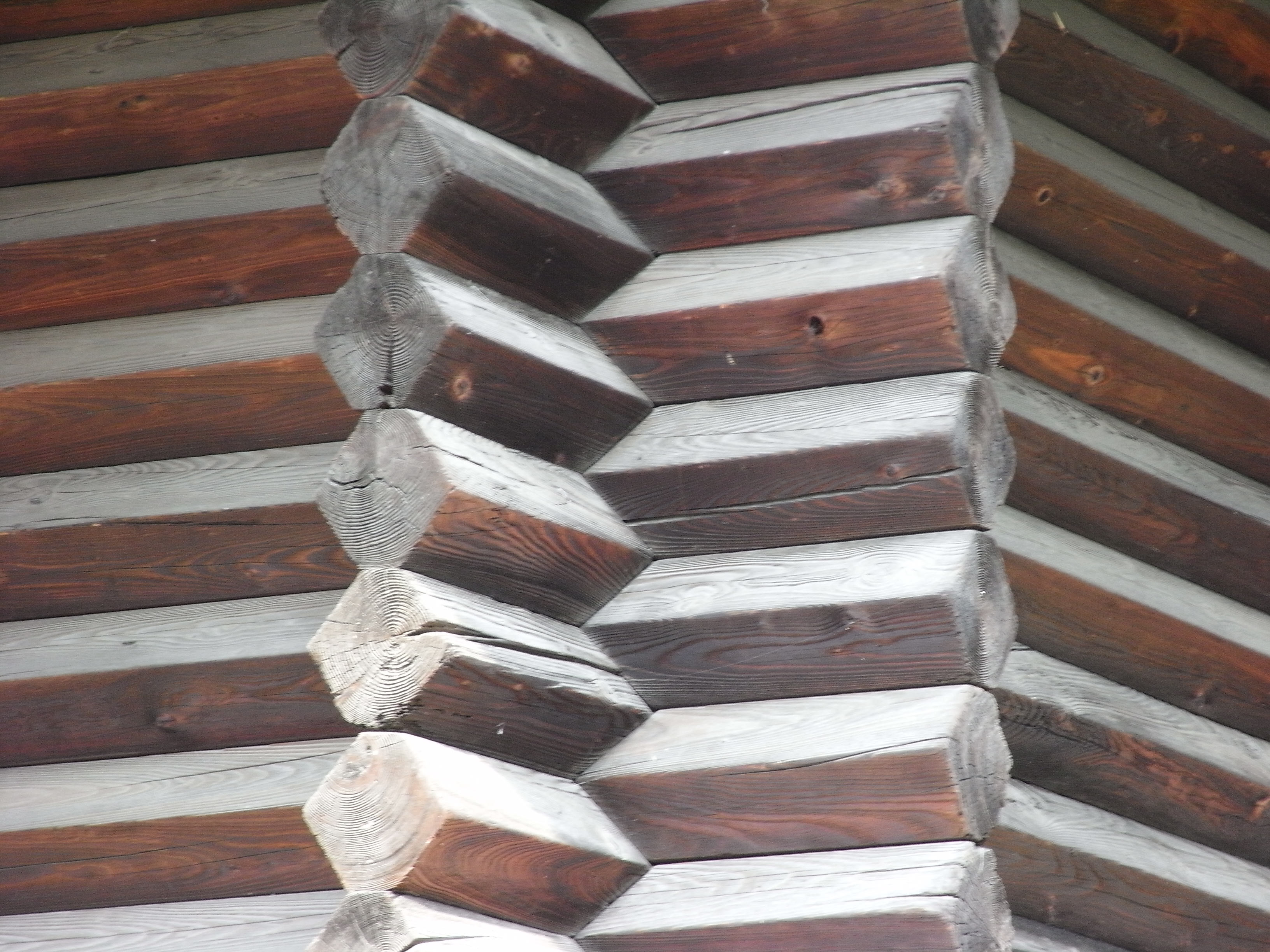
宝蔵の校子組手
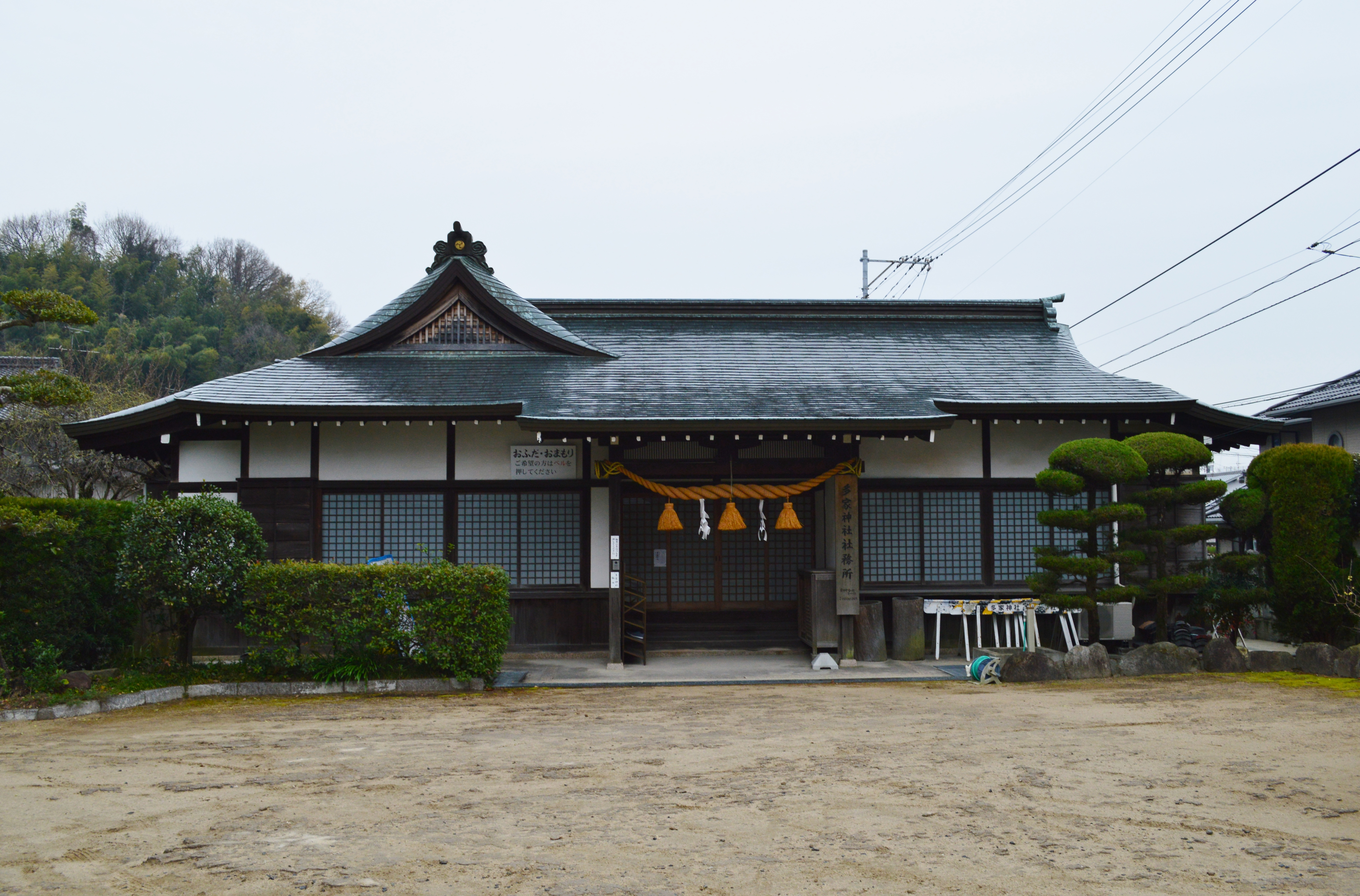
社務所
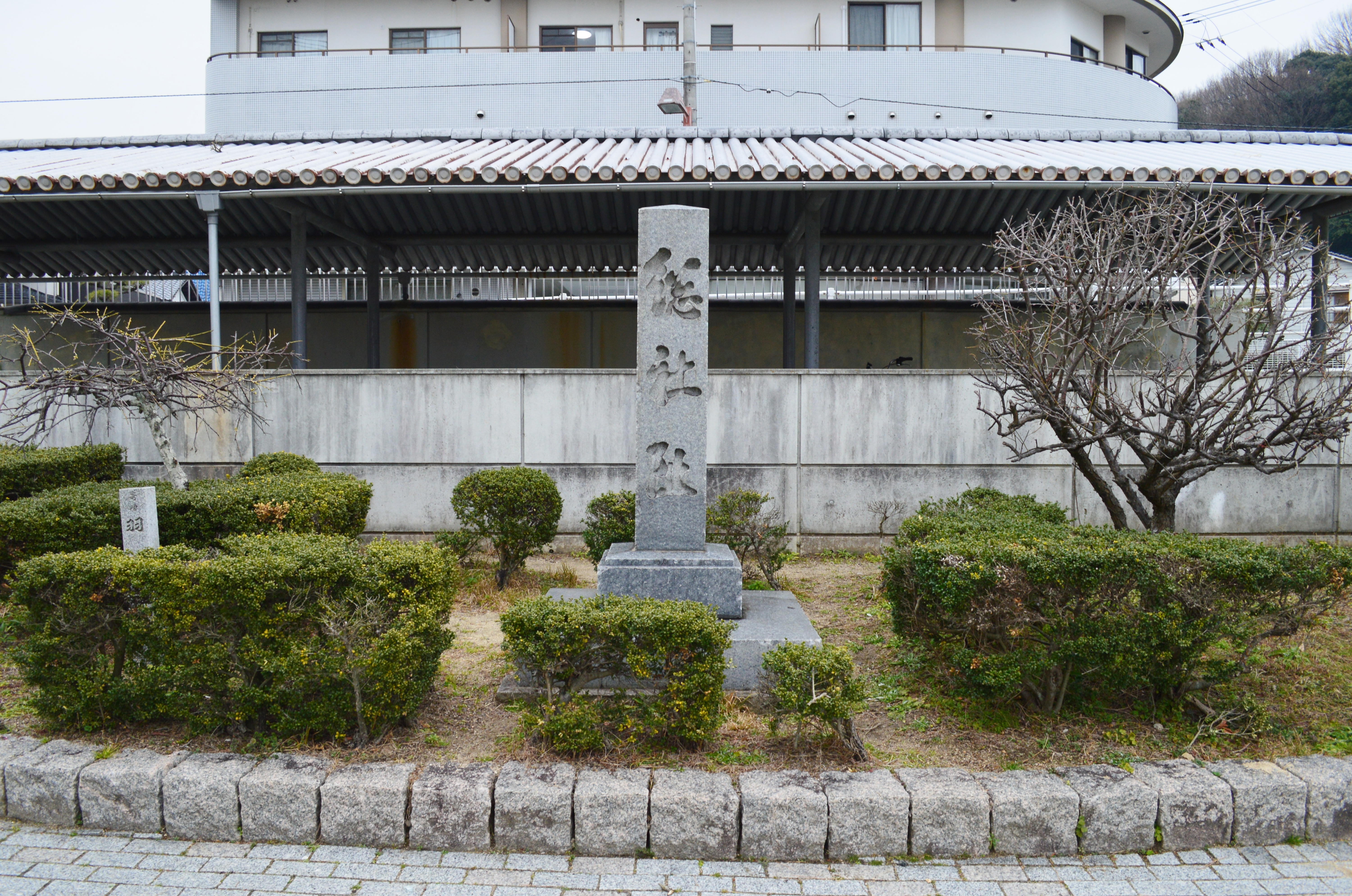
総社趾碑（総社会館前）

## 摂末社
- 貴船神社 - 祭神：高龗神、別雷神、大山津見神
- 天神社

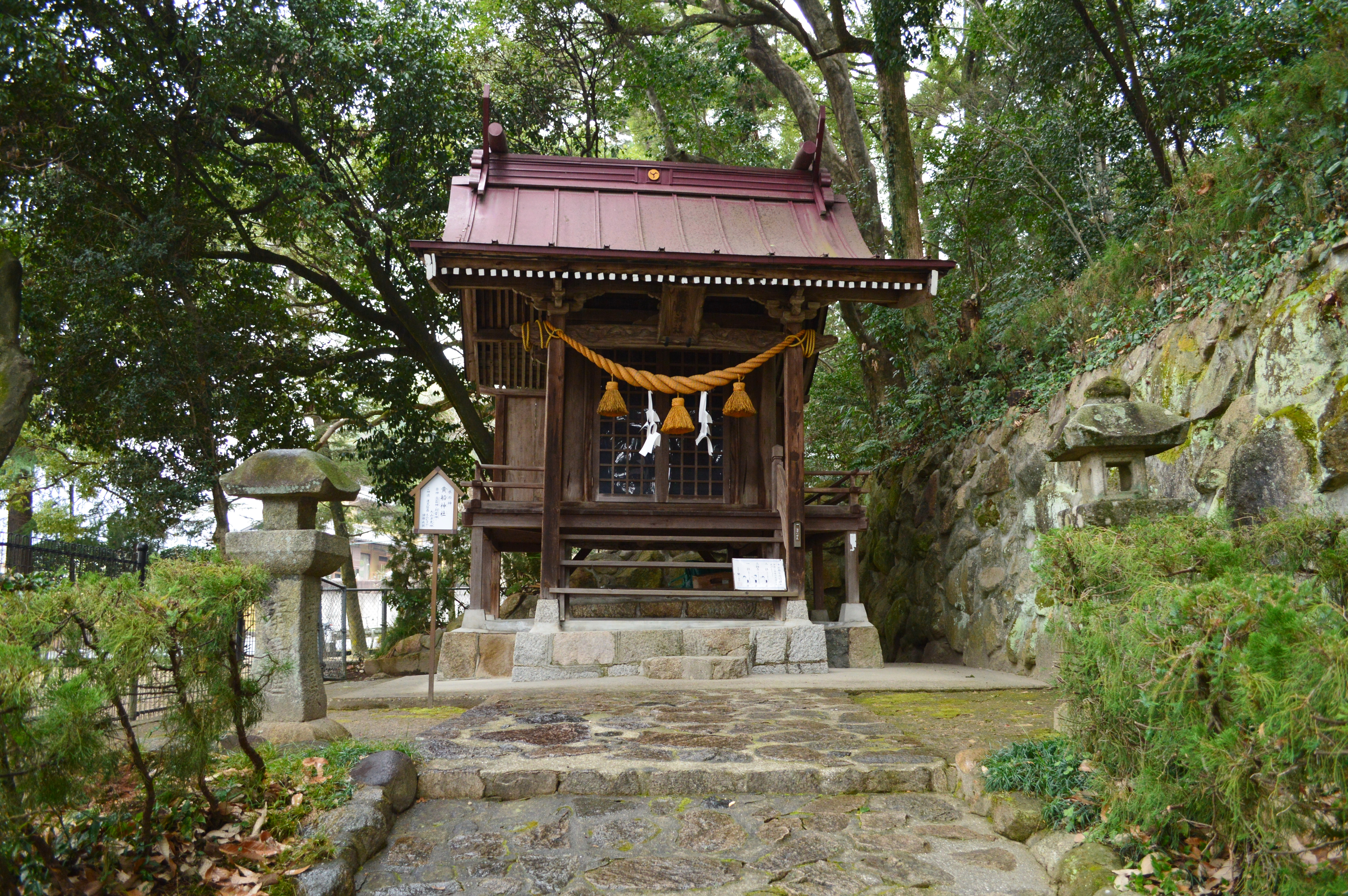
貴船神社
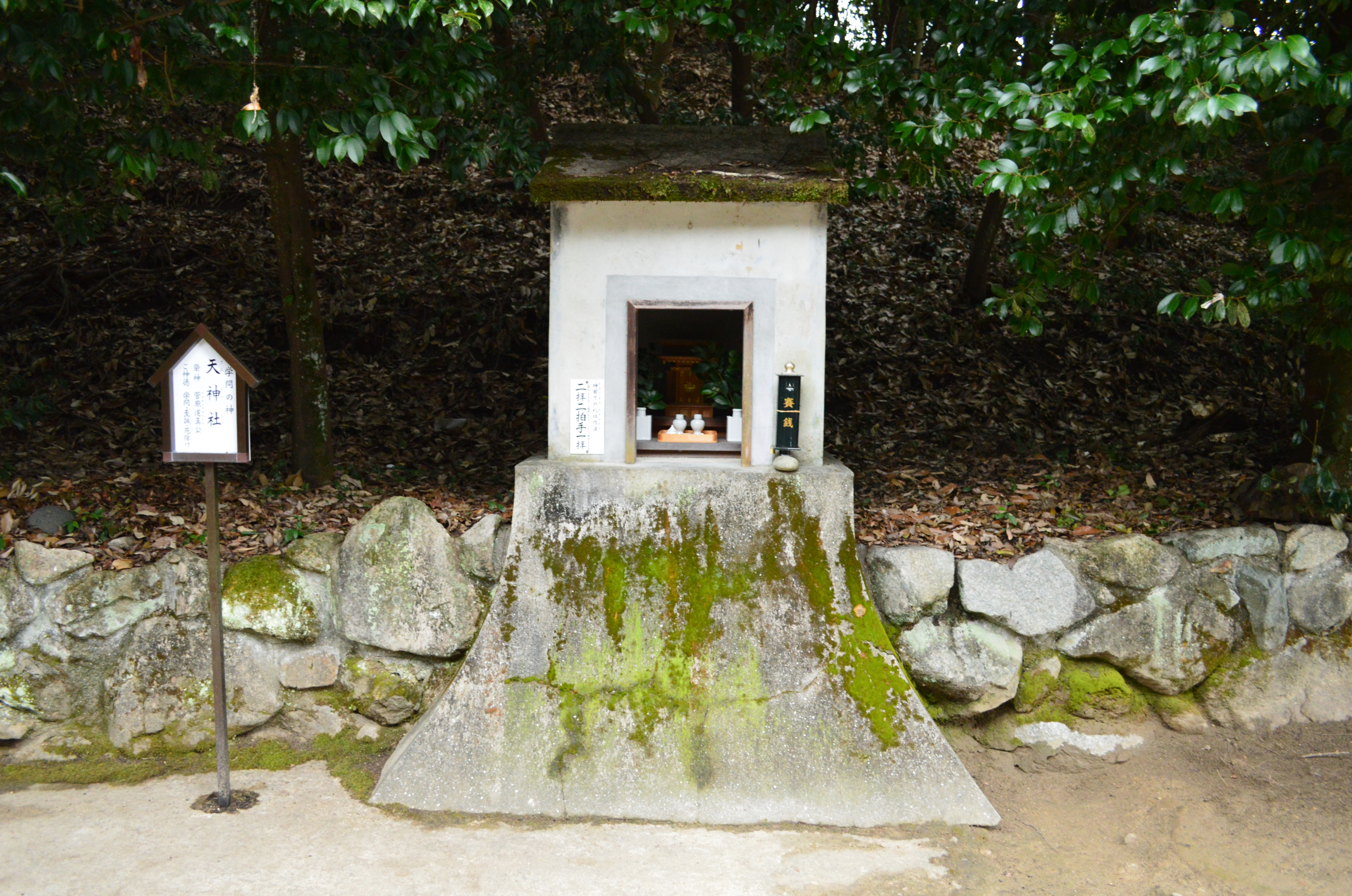
天神社

## 文化財

### 広島県指定文化財
- 重要文化財（有形文化財）
  - 宝蔵（附 神輿1基）（建造物） - 1954年（昭和29年）4月23日指定。

## 現地情報
所在地
- 広島県安芸郡府中町宮の町3丁目

交通アクセス
- 西日本旅客鉄道（JR西日本）山陽本線 天神川駅（徒歩約20分）
- 西日本旅客鉄道（JR西日本）芸備線 矢賀駅（徒歩約20分）